# Stephanie Zvan
Stephanie Zvan é uma céptica norte-americana, ativista feminista e anfitriã radiofónica, bloguer, escritora de diários, e autora de ficção. Seu espectáculo radiofónico, "Palestra de Ateus", está produzida por Ateus de Minnesota e retransmitido em KTNF em Minnesota.
Sua ficção tem sido publicada na Nature  e na Scientific American.
Kathleen anotou-se como uma importante bloguer céptica racional.
Ela expressou sua oposição ao assédio das mulheres no incidente do elevador de Rebecca Watson e após um incidente de 2012 na Convenção Readercon F/SF e se envolveu em investigações sobre "bloqueio colaborativo social" dos trolls de Internet para proporcionar um espaço social mais atraente para as mulheres e outras minorias aos Internet trolls.